# Alto Bío Bío
Alto Bío Bío este o comună din provincia Bío Bío, regiunea Bío Bío, Chile, cu o populație de 6.081 locuitori (2012) și o suprafață de 2124,6 km2. A fost creat și fondat la data de 25 august 2003. 